# Obecní dům (Hradec Králové)
Obecní dům s informačním centrem v Hradci Králové se nachází na Eliščině nábřeží v blízkosti historického centra a Muzea východních Čech. Budova vznikla ve 30. letech 19. století podle návrhu architekta Jana Kotěry.

## Historie
Městský dům s informačním centrem v Hradci Králové byl postaven ve 30. letech 19. století podle návrhu architekta Jana Kotěry. Jeho výstavba souvisela s urbanistickým rozvojem města po první světové válce, kdy bylo nutné řešit nedostatek bytů a zároveň zajistit prostor pro městské úřady.
V roce 1919 starosta František Ulrich oslovil Jana Kotěru s žádostí o posouzení návrhu architekta Oldřicha Lisky na zastavění rohové parcely proti muzeu. Janu Kotěrovi se původní projekt nezamlouval a rozhodl se vypracovat vlastní návrh. Výsledkem byla třípatrová budova s úspornými, ale funkčními byty a úřadovnami městských elektrických a plynárenských podniků v přízemí. Stavba byla dokončena v roce 1922.
Během své existence budova prošla několika úpravami. Do roku 2009 zde sídlila vědecká knihovna, poté do roku 2014 budova sloužila jako městská knihovna. V letech 2014–2015 prošel objekt rozsáhlou rekonstrukcí, při níž byla obnovena fasáda, vyměněna střešní krytina a v podkroví vznikly nové byty. Přízemí a suterén byly přeměněny na moderní informační centrum s galerijními prostory a digitálními technologiemi. Úpravy zahrnovaly i instalaci projekční koule, informačních kiosků a přizpůsobení budovy bezbariérovému přístupu.

## Architektura
Budova má trojúhelníkový půdorys s ostrým zkoseným nárožím, což umožnilo dálkové pohledy na Muzeum východních Čech z protějšího břehu Labe. Charakteristickým prvkem stavby jsou dvě válcové arkýřové věže zakončené kuželovými střechami.
Fasáda je vyrobena z umělého kamene a zdobí ji hluboký lizénový rámec. Okna mají výrazné zkosené šambrány, zatímco přízemí s úřadovnami je členěno dekorativními poli s krystalicky opracovanou hmotou. Vchody a schodiště jsou doplněny ozdobnými mřížemi podle návrhu Jana Kotěry.
Budova je třípatrová, protože původně obsahovala byty o dvou až třech pokojích s kuchyní a samostatnou koupelnou, což odpovídalo poválečnému standardu bydlení. Přízemí a suterén byly určeny pro městské elektrické a plynárenské podniky. Dispozičně je dům řešen třemi samostatnými schodišťovými šachtami, každá s vlastním vchodem a průchodem z ulice.

## Galerie

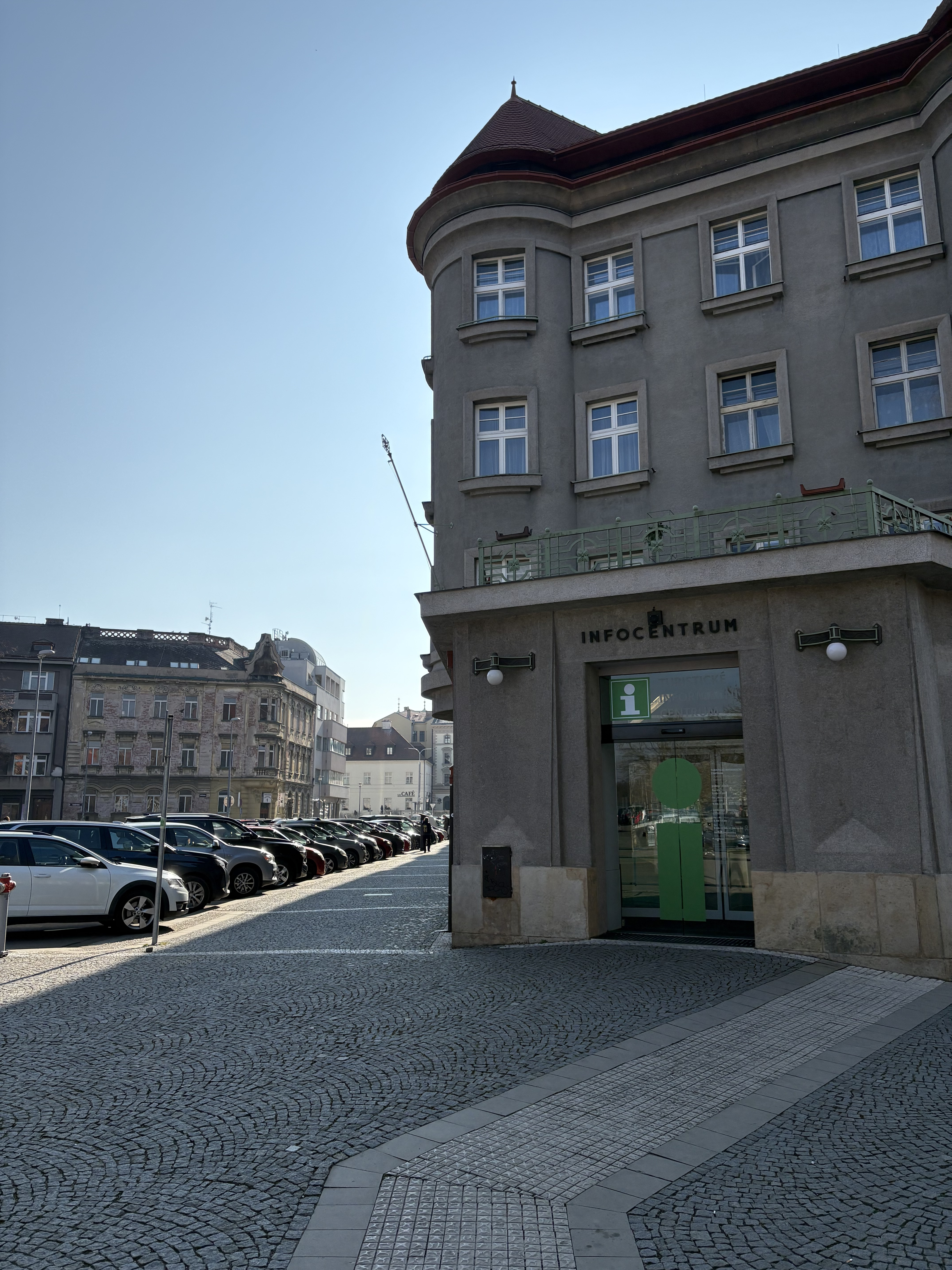
Budova Obecního domu na Eliščině nábřeží
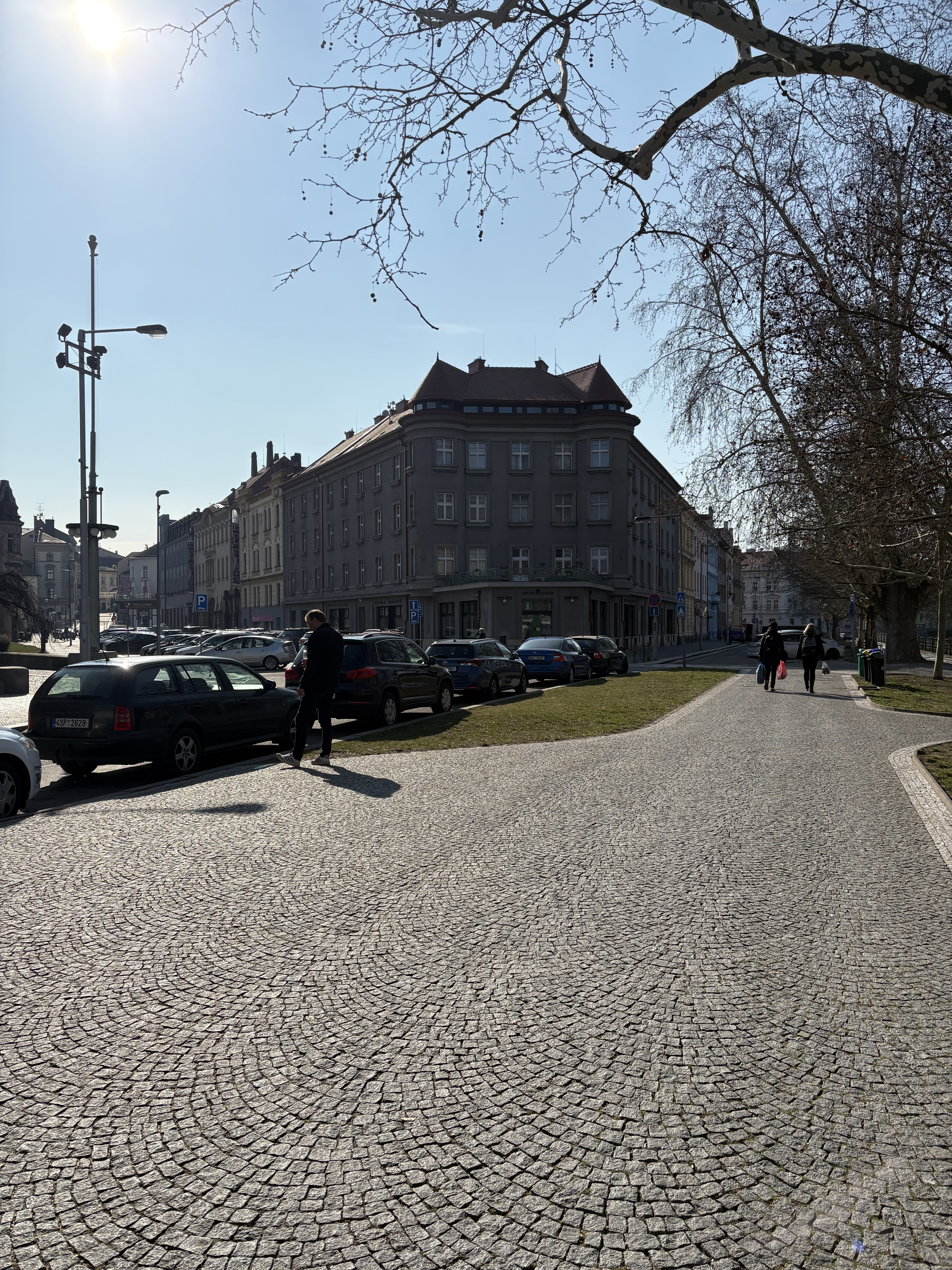
Budova Obecního domu na Eliščině nábřeží